# Port lotniczy Groningen-Eelde
Port lotniczy Groningen-Eelde (IATA: GRQ, ICAO: EHGG) – lotnisko znajduje się w miejscowości Eelde, około 11 kilometrów od Groningen.
Od 2021 port tworzy pierwszą na świecie tzw. lotniczą dolinę wodorową. Celem tego przedsięwzięcia ma być uczynienie z lotniska najbardziej zrównoważonego ekologicznie portu lotniczego Europy.

## Linie lotnicze i połączenia
| Linia lotnicza              | Kierunek                                                  |
| --------------------------- | --------------------------------------------------------- |
| AlbaStar                    | Sezonowe czartery: 1. Palma de Mallorca                   |
| Blue Islands                | Sezonowe czartery: 1. Guernsey                            |
| BH Air                      | Sezonowe czartery: 1. Burgas                              |
| Braathens Regional Airlines | Sezonowe czartery: 1. Sälen-Trysil (od 10 stycznia 2024)  |
| Corendon Dutch Airlines     | Sezonowo: 1. Antalya 2. Dalaman 3. Heraklion 4. Rodos     |
| Transavia.com               | Sezonowe czartery: 1. Sälen-Trysil 2. Östersund           |
| TUI fly Netherlands         | 1. Gran Canaria Sezonowo: 1. Antalya 2. Palma de Mallorca |